# Alien: Earth
Alien: Earth is een Amerikaanse horror- en sciencefictionserie die is bedacht door Noah Hawley voor de televisiezender FX Networks en streamingdienst Hulu. Internationaal verscheen de serie op Disney+.
De serie werd voor het eerst uitgezonden op 12 augustus 2025 en is de eerste televisieserie in de Alien-franchise.

## Plot
Wanneer in het jaar 2120 een mysterieus ruimteschip van Weyland-Yutani neerstort op aarde, gaat een groep soldaten op zoek naar overlevenden in het wrak. Ze stuiten op roofzuchtige levensvormen afkomstig uit verre uithoeken van het heelal. De dreiging vereist het uiterste van de reddingsploeg, die moet vechten om te overleven. Uiteindelijk moeten zij bepalen welke invloed deze ontdekking zal hebben voor het leven op aarde.

## Rolverdeling
- Sydney Chandler als Wendy
- Alex Lawther als Joseph "Joe" Hermit
- Essie David als Dame Sylvia
- Samuel Blenkin als Boy Kavalier
- Babou Ceesay als Morrow
- Adarsh Gourav als Slightly
- Adrian Edmondson als Atom Eins
- Timothy Olyphant als Kirsh

## Afleveringen
| Seizoen | Afleveringen | Uitgezonden vanaf |
| ------- | ------------ | ----------------- |
| 1       | 8            | 12 augustus 2025  |

## Ontvangst
De serie werd overwegend positief ontvangen in recensies. Critici prezen de visuele stijl, acties en angstaanjagende momenten, die de serie een unieke identiteit zou geven. Enige kritiek was er op het tempo en het verhaal, dat moest passen voor een televisieserie.
Het eerste seizoen heeft op Rotten Tomatoes een beoordeling van 96%. Op Metacritic heeft het een gemiddelde beoordeling van 85%, gebaseerd op 39 recensies.